# Kamituga
Kamituga este un oraș în  provincia Sud-Kivu, Republica Democrată Congo. În 2012 avea o populație de 13 995 de locuitori, iar în 2004 avea 11 359.